# Joaquín Bartrina
Joaquín María Bartrina y de Aixemús (Reus, 26 de abril de 1850-Barcelona, 4 de agosto de 1880) fue un poeta bilingüe en lengua española y catalana, y autor dramático español vinculado al realismo, uno de los abuelos de la literatura de vanguardia española.

## Biografía

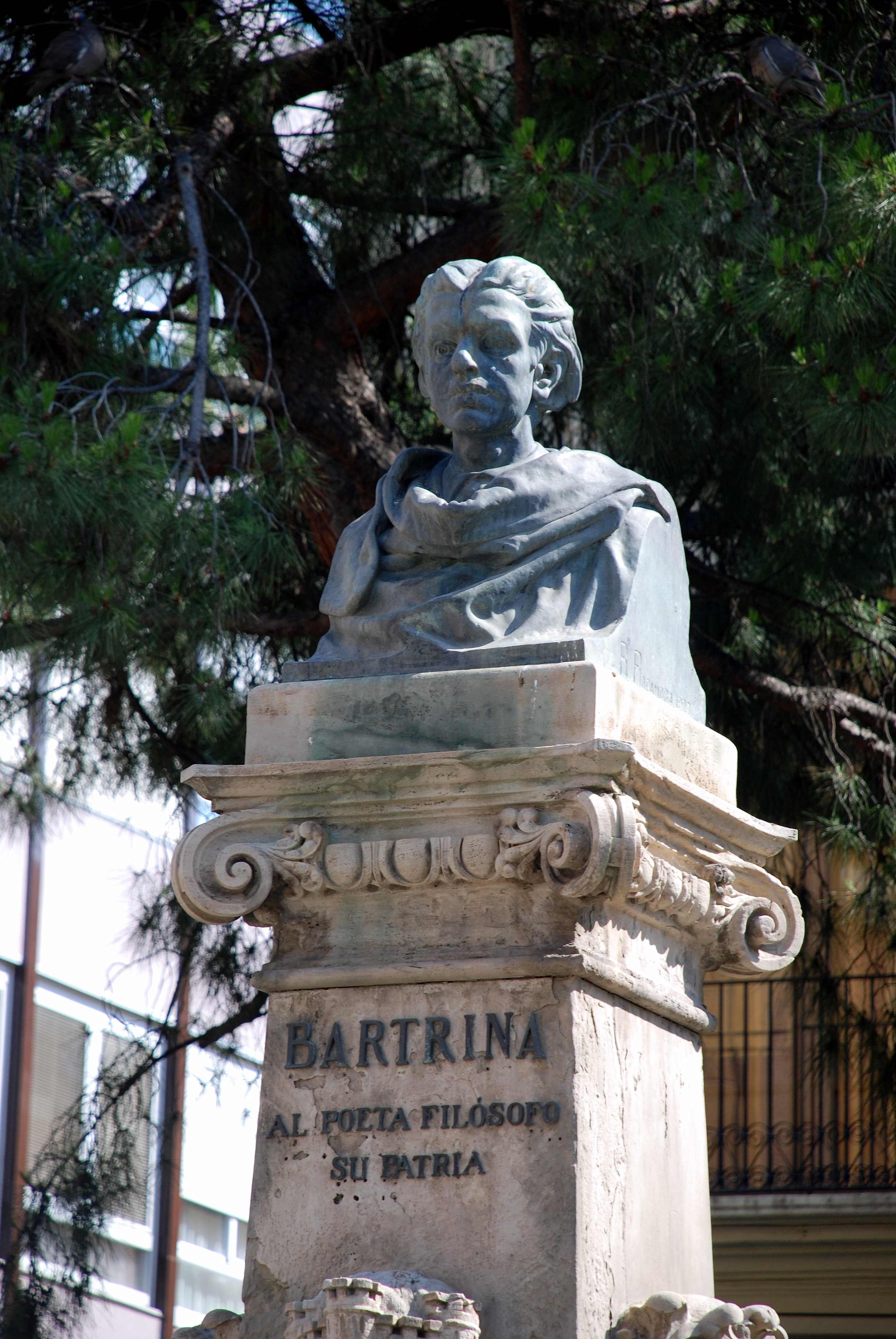
Joaquín María Bartrina

Hermano menor del también poeta Francisco Bartrina. Estudió con los Escolapios de Reus. Ayudó a su padre en múltiples negocios y acumuló una cultura grande, aunque desordenada y poco selecta. Fue apuntador y director de escena en una compañía de teatro de aficionados fundada por él en su ciudad natal. En Barcelona, se dedicó con afán y suerte al periodismo. Fue un discípulo aventajado de la escuela pseudofilosófica que reaccionó contra la poesía del Romanticismo. Poseyó el mismo escepticismo y la misma tendencia materialista, incluso idéntica pseudofilosofía que Ramón de Campoamor, pero a ellos sumó un afán por cantar y poetizar los adelantos científicos de la fisiología y de la mecánica, de forma que su obra resulta extraña y original. Su prosaísmo positivista llega a hacer piruetas que presagian la literatura de Vanguardia y en concreto el Futurismo:
Juan, cabeza sin fósforo, con Juana
paseaba una mañana.
(24 Reaumur, viento N. E.
cielo con cirros) por un campo agreste (Algo, 1876)
Bartrina quiere con sus tecnicismos escenificar estilísticamente una lucha entre la razón y el sentimiento o, según dice el propio poeta, entre el positivismo y la fe. Uno de sus poemas más conocidos y celebrados es De omni re scibili:
Gozar es tener siempre electrizada
la médula espinal,
y en sí el placer es nada o casi nada,
un óxido, una sal.
¡Y aún dirán de la ciencia que es prosaica!
¡Hay nada, vive Dios,
bello como una fórmula algebraica
C=pir2! (Algo, 1876)
No se trata de una apología del materialismo, sino de un lamento porque éste no baste y quede siempre algo inanalizable en los estratos íntimos de la conciencia. Se ha hecho célebre y proverbial la moraleja de su poema Fabulita: "Si quieres ser feliz, como me dices, / no analices, muchacho, no analices". 
También se lo conoce como el autor de esta estrofa, que es una referencia clara al denominado cainismo español, y cuyo último verso ha dado título a un libro de ensayo de Fernando Sánchez Dragó (Planeta, 2008):
Oyendo hablar un hombre, fácil es
saber dónde vio la luz del sol
Si alaba Inglaterra, será inglés
Si reniega de Prusia, es un francés
y si habla mal de España... es español.
Lo mejor de su obra es acaso su Epístola, apología de un lírico idealismo. Creó además un género poético nuevo, el arabesco, a caballo entre la dolora y la humorada campoamorianas. También fue libretista de zarzuelas.

## Obras
- Obras en prosa y en verso de don Joaquín Bartrina, Barcelona: Sardá, 1880.

### Lírica
- Páginas de amor, Reus.
- Algo, Barcelona, 1876..
- De omni re scibili, Barcelona
- Epístola, Barcelona

### Teatro
- La dama de las camelias, zarzuela.
- El nuevo Tenorio, zarzuela.